# Джигі Діарра
Джигі Діарра (фр. Djigui Diarra, нар. 27 лютого 1995, Бамако) — малійський футболіст, воротар клубу «Стад Малієн» і національної збірної Малі.

## Клубна кар'єра
Народився 27 лютого 1995 року в місті Бамако. Вихованець футбольної школи клубу «Стад Малієн». Дорослу футбольну кар'єру розпочав 2011 року в основній команді того ж клубу, кольори якої захищає й донині.

## Виступи за збірні
У 2015 році залучався до складу молодіжної збірної Малі. На молодіжному рівні зіграв у 10 офіційних матчах.
У тому ж році дебютував в офіційних матчах у складі національної збірної Малі. Наразі провів у формі головної команди країни 11 матчів.
У складі збірної був учасником Кубка африканських націй 2017 року у Габоні.